# Битти, Энди
Энди Битти (англ. Andy Beattie; 11 августа 1913, Кинтор, Шотландия — 20 сентября 1983) — шотландский футболист, игравший на позиции защитника. По завершении игровой карьеры — футбольный тренер. Всю игровую карьеру провёл в английском клубе «Престон Норт Энд», также выступал за национальную сборную Шотландии. Как тренер работал с рядом английских клубов и был историческим первым тренером сборной Шотландии.

## Клубная карьера
Во взрослом футболе дебютировал в 1936 году выступлениями за команду клуба «Престон Норт Энд», цвета которой и защищал на протяжении всей своей карьеры, которая длилась двенадцать лет. Играл в обороне, хотя имел опыт выступлений и в нападении, и в полузащите. Вместе с «Престоном» выступал на «Уэмбли» в финале Кубка Англии 1937 и 1938 годов, завоевав трофей со второй попытки.

## Выступления за сборную
В 1937 году дебютировал в официальных матчах в составе национальной сборной Шотландии. В течение карьеры в национальной команде, которая длилась всего 3 года, провёл в форме главной команды страны 7 матчей.

## Карьера тренера
Завершив игровую карьеру в 1947 году Битти был принят на должность менеджера в «Барроу», а вскоре поработал со «Стокпорт Каунти».
Однако вершиной его успехов как менеджера стал «Хаддерсфилд Таун», где Энди работал с 1952 по 1956 год. Сразу же вернув «терьеров» в первый дивизион, Битти занял с ними 3-е место. На волне успеха он был приглашён готовить сборную Шотландии к дебюту на чемпионате мира 1954 года в Швейцарии. Битти стал первым менеджером в истории шотландской команды, хотя официально его должность называлась «ответственный чиновник» (Official in charge). Однако долго проработать в сборной Битти не смог. Перед чемпионатом мира игроки «Рейнджерс» отбыли со своим клубом в турне по Канаде, а в Швейцарию шотландцы привезли 11 основных и всего двух запасных игроков. Битти был настолько разъярен некомпетентностью и вмешательством в кадровые вопросы чиновников Футбольной ассоциации, что уже после первого матча, проигранного сборной Австрии 0:1, подал в отставку. Получив семь мячей от Уругвая, Шотландия бесславно завершила турнир, а Битти вернулся к работе в «Хаддерсфилд Таун».
Однако результаты «Хаддерсфилда» после первой волны успехов стремительно ухудшались, и сезон 1956/57 «терьеры» снова начали во втором дивизионе. Битти и раньше хотел уйти в отставку, а теперь, осенью 1956 года, находясь под впечатлением от внезапной кончины менеджера «Арсенала» Тома Уиттакера от сердечного приступа, ушёл на покой. В качестве своего преемника Битти порекомендовал наставника резервной команды Билла Шенкли.
Энди решил совсем отойти от дел, приобрёл почтовое отделение в Ноттингеме, но в 1958 году вернулся в большой футбол и возглавил «Карлайл Юнайтед», а в начале 1959 года вернулся и в сборную Шотландии.
Летом 1960 года Битти возглавил «Ноттингем Форест». Шотландский специалист начал работу с семи поражений подряд, но все же команда сумела поправить свои дела и завершить сезон 1960/61 на 14-м месте.
Сезон 1961/62 начался с четырёх матчей без поражений. В рамках Кубка Лиги 11 сентября 1961 года на «Сити Граунд» состоялся первый официальный матч при искусственном освещении — «Ноттингем» обыграл «Джиллингем» (4:1), а через день в Валенсии прошёл дебют «лесников» в еврокубках в Кубке ярмарок. «Ноттингем», как клуб из города, который с 1541 года проводит одну из самых древних и важных в Англии ярмарок — Goose Fair, получил приглашение от организаторов турнира. Однако задержаться в турнире команда надолго не смогла, уступив «летучим мышам», которые в итоге выиграли турнир, 1:7 по сумме двух матчей. В чемпионате «Ноттингем» финишировал на 19-м месте, и хотя в сезоне 1962/63 «Форест» поднялся в первую десятку, оказавшись на 9-м месте, фаны не испытывали удовольствие от работы Энди Битти. Болельщики открыто выступали против «антифутбола», и даже уверенный финиш из шести матчей без поражений ничего не изменил. Летом 1963 года Энди Битти ушёл в отставку.
В дальнейшем возглавлял «Плимут Аргайл» и «Вулверхэмптон Уондерерс», однако надолго в командах не задерживался.
Последним местом тренерской работы был клуб «Ноттс Каунти», команду которого Энди Битти недолго возглавлял в 1967 году.
Умер 20 сентября 1983 года на 71-м году жизни.